# Martin Samuel Möckesch
Martin Samuel Möckesch (n. 11 noiembrie 1813, Rusciori – d. 15 aprilie 1890, Sibiu) a fost un pastor luteran, scriitor și traducător sas din Transilvania.

## Viața
Tatăl său, Johann Michael Möckesch, a fost pastor al Rusciori timp de 65 de ani, iar fratele său Friedrich a fost profesor și pastor. A absolvit Liceul Evanghelic din Sibiu în 1835, apoi până la 12 octombrie 1836 a fost profesor la localitatea Cristian. Și-a continuat studiile la Berlin, apoi s-a întors acasă în octombrie 1840 pentru a deveni profesor de școală elementară la Sibiu, iar în 1842 profesor la nou-înființata școală industrială. A fost ales pastor la Bungard la 5 martie 1835 și la Făgăraș la 11 martie 1850, la Târnava la 24 aprilie 1856 și la Marpod la 8 ianuarie 1864. 
La Bungard s-a implicat în achiziționarea unei orgi. În acest scop a donat încasările complete ale volumului său Geistliche Lieder (în română „Cântece spirituale”), publicat în 1846. La 29 iulie 1852 împăratul Franz Joseph i-a acordat o medalie de aur pentru serviciile sale.
În 1870 a emigrat în Regatul României, unde el și soția sa au condus o școală germană din București. Acolo a predat și limba română pentru elevii luterani. Din cauza astmului său, a trebuit să renunțe la profesia de profesor și, în 1878-79, a lucrat ca funcționar public la Căile Ferate Române, iar apoi ca director al Casei Persoanelor cu Dizabilități din București. Sănătatea sa nu s-a îmbunătățit, așa că s-a întors la Sibiu în 1886, unde a predat limba română la Liceul Luteran și la școala reală aferentă. A murit la Spitalul Civil Franz Josef din Sibiu.
Pe lângă activitatea pastorală, Möckesch a lucrat și ca scriitor, scriind poezii, nuvele și studii lingvistice. Cu toate acestea, el a câștigat o importanță deosebită ca traducător literar: a fost unul dintre primii sași din Transilvania care s-a ocupat de lirica română și țigănească. În 1846 a publicat imnuri bisericești traduse în limba română pentru folosirea comunității. Pe lângă activitatea pastorală, Möckesch a lucrat și ca scriitor, scriind poezii, nuvele și studii lingvistice. Cu toate acestea, el a câștigat o importanță deosebită ca traducător literar: a fost unul din primii sași din Transilvania care s-a ocupat de lirica română și țigănească. În 1846 a publicat imnuri bisericești traduse în limba română pentru folosirea comunității Bungard. Viața lui Iisus tradusă în limba română și Viața micuțului luteran au rămas în manuscris.

## Scrieri
- Historiam aedis sacrae Parochiae Cibiniensis A. C. add. Composuit, nec non structurae genus, secundum quod aedes sacra exstructa, definivit ... Sibiu, 1839.
- Geistliche Lieder in walachischer Sprache, 1846
- Romänische Dichtungen. Ins Deutsche übersetzt. Sibiu, 1851.
- Des höchsten Alters Loos. Eine siebenbürgisch-sächsische Erzählung. Sibiu, 1862.
- Beweise für die celtische Abstammung der Walachen oder Romänen, besonders derer, welche im Grossfürstenthume Siebenbürgen leben. Sibiu, 1867.
- Ernst und Schertz. Sibiu, 1869.
- Vor der Abfahrt. Erzählungen, Gedanken und Empfindungen in Verse gebracht. Sibiu, 1888.
- Heideblümchen. Zigeunerische Dichtungen und Sprichwörter ins Deutsche übersetzt. Brașov, data publicării necunoscută